# Reinhard Feldrapp
Reinhard Feldrapp (* 23. Dezember 1951 in Naila im Frankenwald) ist deutscher Fotograf und Künstler.

## Biografie
Schon als Jugendlicher kam Feldrapp durch seinen ebenfalls in Naila als Fotograf tätigen Vater Willi Feldrapp mit der Fotografie in Verbindung. 1971 konnte Feldrapp die 1968 begonnene Ausbildung zum Fotogehilfen erfolgreich abschließen. Nach seinen Wanderjahren 1971 bis 1975 legte er im selben Jahr die Meisterprüfung ab. Seit 1977 ist Reinhard Feldrapp als selbständiger Fotograf für Unternehmen, Verlage und Behörden tätig. Ab 1984 umfasst sein Tätigkeitsfeld auch Bildjournalistik. Darüber hinaus realisiert Feldrapp seit 1985 vermehrt eigene Projekte, die der freien Kunst zugeordnet werden können. Diese Arbeiten wurden in mehreren Ausstellungen präsentiert. Feldrapp versteht sich vor allem als Landschaftsfotograf, dessen Ziel es ist, immer neue Blickwinkel, besonders aus seiner Heimat, dem Frankenwald, zu eröffnen.
Am 4. März 2013 sendete das BR Fernsehen eine Folge der Porträtreihe „Lebenslinien“ über Reinhard Feldrapp mit dem Titel „Das Auge das Frankenwaldes“, Regie: Jens Arndt.

## Werk

### Ausstellungen
- 1974 Farbdimensional in der Sparkasse Naila
- 1989 Bilder vom Wald in der Airportgallery des Frankfurter Flughafens
- 1993 Gesicht einer Landschaft beim Deutschen Wandertag in Naila
- 1994 Saalegalerie und Hoftor zur Landesgartenschau in Hof
- 1996 Oberfranken Offensiv Wanderausstellung in Europa
- 1997 Fotografik Saalegalerie Saalfeld/Sparkasse Saalfeld
- 1998 Fotografie Galerie Achtzehn des Kunstvereins Selbitz
- 2000 „InHof – Bahnhof – Hinterhof“ in der Pakethalle Hof
- 2002 KC – Kunstcontainer auf der Landesgartenschau Kronach
- 2002 Fotografien im Kronacher Kunstverein
- 2005 Fotografien in der Spielbank Bad Steben
- 2008 „40 Jahre – 40 Fotos“ im Rahmen des Monats der Fotografie im Foyer der Freiheitshalle Hof
- 2014/15 „Feldrapps Blicke“ Fotos aus sechs Jahrzehnten von Reinhard und Willi Feldrapp im Foyer der Freiheitshalle Hof, (Katalog)

### Bücher
- Naila – damals und heute, 2005, Atelier Feldrapp
- Der Landkreis Hof in Bayern, 2003, Hoermann Verlag im Medienhaus Mintzel-Münch ISBN 3-88267-065-7, zusammen mit Godehard Schramm
- Fichtelgebirge. Streifzüge durch das granitene Hufeisen, 2003, Echter Verlag ISBN 3-429-02539-7, zusammen mit Bernd Häuser
- Faszination Sandstein. Die Sandstein-Triennale das Kronacher Kunstvereines, 2003, Angles Verlag ISBN 3-922162-55-X
- Kronach. Das Buch zur Stadt, 2002, Verlag Fränkischer Tag ISBN 3-928648-81-0, zusammen mit Sabine Raithel
- Hof in Bayern ganz oben, 2002, Hoermann Verlag im Medienhaus Mintzel-Münch ISBN 3-88267-062-2, zusammen mit Peter Nürmberger
- Frankenwald, 1997, Verlag Fränkischer Tag, ISBN 3-928648-30-6, zusammen mit Sabine Raithel
- Die Fränkische Schweiz, 1992, H. Stürtz, Würzbg., ISBN 3-8003-0210-1, zusammen mit Willi Feldrapp und Adolf Lang
- Frankenwald mit Umgebung, 1991, Wir-Verlag Walter Weller ISBN 3-924492-57-3
- An der Saale vom Fichtelgebirge durch Thüringen bis zur Elbe, 1990, ISBN 3-8035-1335-9, zusammen mit Ernst O Luthardt
- Naila, 1986, Oberfränkische Verlagsanstalt Hof ISBN 3-921615-71-2, zusammen mit Otto Knopf
- Rehau, 1986, Oberfränkische Verlagsanstalt Hof ISBN 3-921615-72-0, zusammen mit Hans Höllerich
- Das Fichtelgebirge, 1984, H. Stürtz, Würzbg. ISBN 3-8003-0220-9, zusammen mit Günter Hertel
- Helmbrechts, 1977, ISBN 3-921615-15-1, zusammen mit Otto Knopf
- Münchberg, 1977, ISBN 3-921615-17-8, zusammen mit Otto Knopf
- Gondrom (Hg.): Hof. 1989. Bildband mit 144 Seiten zusammen Peter-Michael Tschoepe
- Peter-Michael Tschoepe, Enrico Santifaller, Peter Nürmberger, Reinhard Feldrapp und Axel Herrmann: Freiheitshalle Hof. 2013, ISBN 978-3-7917-2447-8.

## Kritiken
- „Feldrapp ist als Fotograf alles andere als ein Feld-, Wald-, Wiesenrapp. Er ist kein Fotografie-Partisan, sondern ein Bild-Finder, der Einblicke gewährt und Einsichten schafft. Das Fotografieren ist ihm Atemluft und Lebensart.“ (Peter-Michael Tschoepe, Kritiker)